# Patricio Aguilera
Patricio Andrés Aguilera Cuadro (Santiago, Chile, 11 de febrero de 1987) es un exfutbolista chileno. Jugaba como volante.

## Trayectoria
Debutó por la UC el año 2006, contra Everton de Viña del Mar.
El año 2007 parte a préstamo a Deportes Antofagasta para luego volver a la Universidad Católica el 2008. 
En el 2009 juega a préstamo en Unión Temuco.

## Clubes
| Club                      | País  | Año       |
| ------------------------- | ----- | --------- |
| Universidad Católica      | Chile | 2006      |
| Deportes Antofagasta      | Chile | 2007      |
| Universidad Católica      | Chile | 2008      |
| Unión Temuco              | Chile | 2009      |
| Universidad de Concepción | Chile | 2010      |
| Santiago Morning          | Chile | 2011      |
| San Marcos de Arica       | Chile | 2011      |
| Unión Temuco              | Chile | 2012-2013 |
| Naval de Talcahuano       | Chile | 2013      |

## Palmarés

### Campeonatos nacionales
| Título             | Equipo       | País  | Año  |
| ------------------ | ------------ | ----- | ---- |
| Tercera División A | Unión Temuco | Chile | 2009 |